# Eupithecia craterias
Eupithecia craterias är en fjärilsart som beskrevs av Edward Meyrick 1899. Eupithecia craterias ingår i släktet Eupithecia och familjen mätare. Inga underarter finns listade i Catalogue of Life.